# Freya
 For alternative betydninger, se Freja (flertydig). (Se også artikler, som begynder med Freja)
Freya Christine Clausen også kendt under sit kunstnernavn Freya (født 17. november 1978), er en dansk pop-sanger og sangskriver. Hun er mest kendt for hittet "Yellow Ladybird" fra 1999.
Hun er søster til Pil & Liv, der spiller sammen som en duo.

## Karriere
I 1999 hittede hun med sangen "Yellow Ladybird", der nåede en fjerdeplads på Tjeklisten, og tilbragte i alt 10 uger på hitlisten. Debutalbummet Tea with the Queen udkom samme år. Det andet album, Chasing My Tale, udkom i 2000 og kastede radiohits af sig som "Girlfriend Application" og "Rain".
Freya bidrog med et cover af Tracy Chapmans Talking 'Bout A Revolution til velgørenhedsalbummet Reminder, der udkom 21. marts 2002.
Hun dannede derefter bandet Sparkler med Rune Westberg, Kåre Kabel Mai, Peder Kjøbsted og Jacob Gurevitsch. De udgav albummet Magnifying Glass i 2003.
Fire af Freyas sange har været P3s Uundgåelige; "Mr. Opposite", "Girlfriend Application", "Tiger" og et cover af Leonard Cohens "Halleluja".
Freya var nomineret i fire kategorier i DMA i 2000 og 2001, og i 2001 hev hun prisen hjem for "Årets Danske Sangerinde".
I perioden 2006 - 2010 arbejdede hun for MTV, hvor hun blandt andet lavede programmet Spanking New, der havde fokus på ny musik. Hun rapporterede også fra de store award shows EMAs og VMAs før hun i 2010 blev ansat på VH1.
Freya har også arbejdet som engelsksproget tv-vært for den europæiske tv-kanal STAR!, hvor hun blandt andet rapporterede fra store filmpremierer og modeuger.
Freya bidrog med sangen "Lost Wakeup" til velgørenhedsalbummet Flygtningestemmer, der udkom 2. juni 2014, og spillede sammen med resten af de involverede en række koncerter landet over under sommeren 2014. Flygtningestemmer blev nomineret i kategorien "Årets Ide" til Danish Music Awards 2014.
Den 29. september 2014 udgav Freya sin første officielle single "Into The Fire" som soloartist siden 2001. Singlen blev den 27. oktober 2015 fulgt op af albummet "Thrills".

## Diskografi

### Album
- 1999 Tea With The Queen
- 2000 Chasing My Tale
- 2015 Thrills

### Singler
- 1998 "Mr. Opposite"
- 1999 "Yellow Ladybird"
- 1999 "Hallelujah"
- 1999 "It's Already Wednesday"
- 2000 "Rain"
- 2000 "Girlfriend Application"
- 2014 "Into The Fire"